# Wanzwil

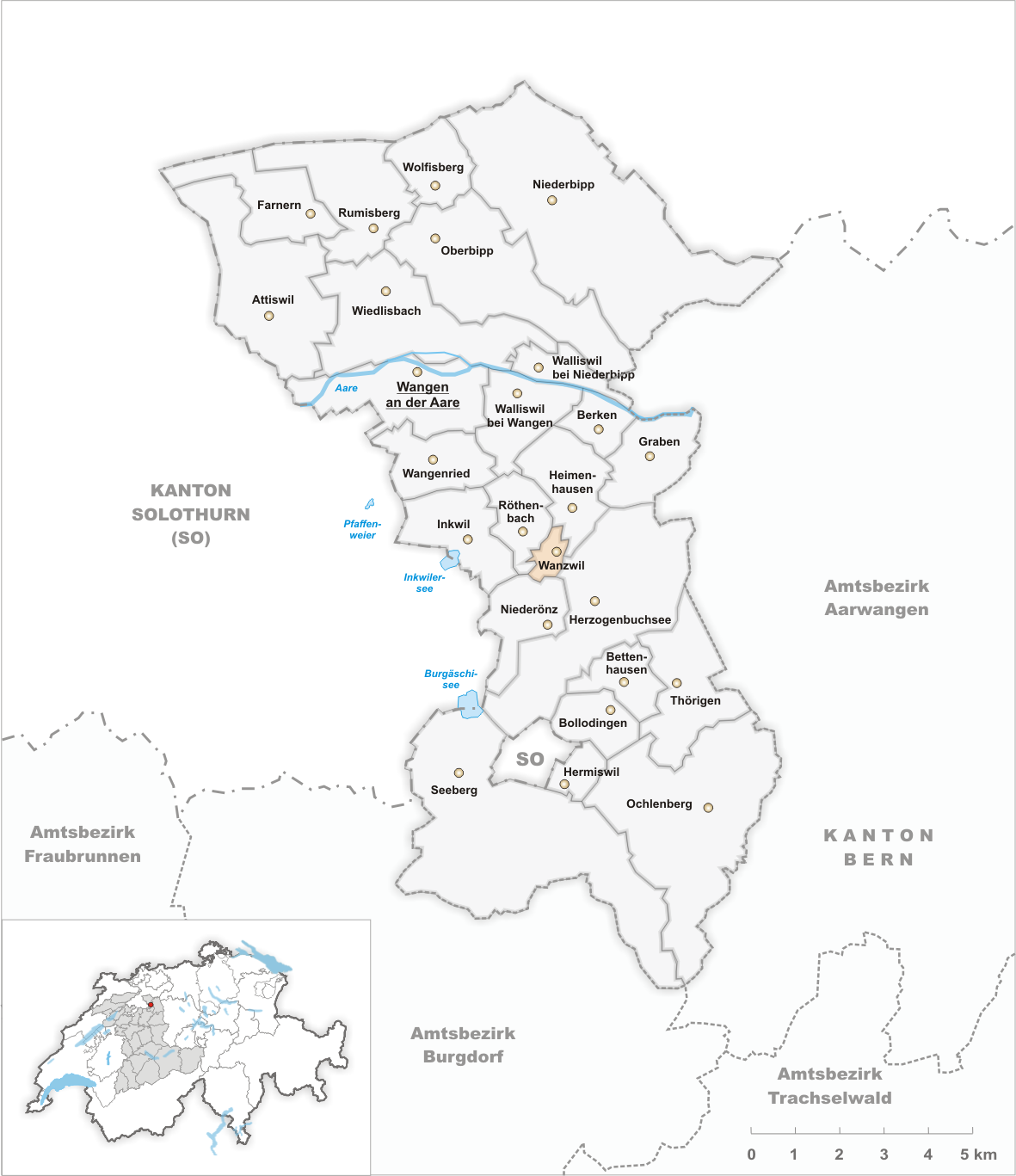
Gemeindestand vor der Fusion am 1. Januar 2009

Wanzwil ist eine Ortschaft in der politischen Gemeinde Heimenhausen im Schweizer Kanton Bern. Bis zum 31. Dezember 2008 war Wanzwil eine eigene politische Gemeinde im Amtsbezirk Wangen. Am 1. Januar 2000 fusionierte sie zusammen mit der Gemeinde Röthenbach bei Herzogenbuchsee zur Gemeinde Heimenhausen (heute Verwaltungskreis Oberaargau).

## Geographie
Wanzwil liegt auf 455 m ü. M., zwei Kilometer nordwestlich von Herzogenbuchsee und zwölf Kilometer östlich der Stadt Solothurn (Luftlinie). Das kleine Strassendorf erstreckt sich auf der Ebene westlich der Önz, am Nordostrand der Höhe des Önzberges, im Oberaargau.
Die Fläche des nur gerade 0,6 km² grossen Gebiets umfasst einen kleinen Abschnitt des nördlichen Berner Mittellandes. Der Hauptteil des Gebietes wird von einer Schotterebene eingenommen, in die der Bach Önz ein rund 10 m tiefes und bis zu 200 m breites Tal eingegraben hat. Der Talrand östlich der Önz bildet zugleich auch die östliche Grenze. Nach Südwesten erstreckt sich der Boden auf die Waldhöhen des Önzberges, auf dem mit 495 m ü. M. der höchste Punkt von Wanzwil erreicht wird. Von der Fläche entfielen 1997 14 % auf Siedlungen, 27 % auf Wald und Gehölze und 59 % auf Landwirtschaft.
Nachbargemeinden von Wanzwil waren Herzogenbuchsee, Niederönz, Röthenbach bei Herzogenbuchsee und Heimenhausen.

## Bevölkerung
Mit 208 Einwohnern (Ende 2007) gehörte Wanzwil zu den kleineren Gemeinden des Kantons Bern. Von den Bewohnern sind 86,3 % deutschsprachig, 5,8 % italienischsprachig, und 2,9 % sprechen Albanisch (Stand 2000). Die Bevölkerungszahl von Wanzwil belief sich 1850 auf 103 Einwohner, 1900 auf 137 Einwohner. Besonders in den 1960er Jahren stieg die Bevölkerungszahl markant von 146 auf 230 Personen an. Seit 1970 pendelt die Einwohnerzahl stets im Bereich zwischen 220 und 260 Personen.

## Wasserversorgung
Die Wasserversorgung ist Sache des Gemeindeverbandes Wasserversorgung an der untern Oenz (WVOe). Wie viele andere Wasserversorger hat auch die WVOe mit Chlorothalonil-Metaboliten zu kämpfen. Wasserproben aus dem Jahr 2019 zeigten gleich bei vier Trinkwasserfassungen des WVOe Überschreitungen der geltenden Höchstwerte. Infolge der Wärme und Trockenheit im Jahr 2019 wurden die Kunden im Juli desselben Jahres dazu aufgerufen, den Wasserverbrauch einzuschränken.

## Wirtschaft
Wanzwil war bis in die zweite Hälfte des 20. Jahrhunderts ein vorwiegend durch die Landwirtschaft geprägtes Dorf. Noch heute haben der Ackerbau und die Viehzucht einen wichtigen Stellenwert in der Erwerbsstruktur der Bevölkerung. Einige weitere Arbeitsplätze sind im lokalen Kleingewerbe und im Dienstleistungssektor vorhanden. Bei Wanzwil wird eine Kiesgrube ausgebeutet. Im Önztal befindet sich die Abwasserreinigungsanlage für die Gemeinden der Region Herzogenbuchsee. In den letzten Jahrzehnten hat sich das Dorf zu einer Wohngemeinde entwickelt. Viele Erwerbstätige sind deshalb Wegpendler, die hauptsächlich in der Region Langenthal-Herzogenbuchsee und im Raum Solothurn arbeiten.

## Verkehr
Das Gebiet ist verkehrsmässig recht gut erschlossen. Sie liegt an der Hauptstrasse von Wangen an der Aare nach Herzogenbuchsee. Der nächste Anschluss an die Autobahn A1 (Bern–Zürich) befindet sich rund 7 km vom Ortskern entfernt. Durch eine Buslinie, welche die Strecke von Herzogenbuchsee nach Wangen an der Aare bedient, und eine Linie der BSU von Solothurn nach Herzogenbuchsee ist Wanzwil an das Netz des öffentlichen Verkehrs angebunden. Das Gemeindegebiet wird von der am 12. Dezember 2004 eröffneten Neubaustrecke Mattstetten–Rothrist, (seit 2019 Bahn2000-Strecke genannt) durchquert; hier befindet sich auch die kreuzungsfreie Abzweigung der Bahnlinie nach Solothurn. Diese Linie wurde im Rahmen von Bahn 2000 ausgebaut und bei Wanzwil in einen Tunnel verlegt.

## Geschichte
Die erste urkundliche Erwähnung des Ortes erfolgte 1264 unter dem Namen Wanzewile. Später erschienen die Bezeichnungen Wanzwile (1300), Wantzwile (1356), Wanczwil (1385) und Wantzwil (1407). Der Ortsname geht auf den althochdeutschen Personennamen Wanzo zurück und bedeutet demnach beim Gehöft des Wanzo.
Seit dem Mittelalter unterstand Wanzwil der kyburgischen Grundherrschaft Herzogenbuchsee und teilte deren Schicksal. Im Jahr 1406 gelangte das Dorf unter die Herrschaft von Bern und wurde der Landvogtei Wangen und darin dem Gerichtsort Herzogenbuchsee zugeordnet. Nach dem Zusammenbruch des Ancien Régime (1798) gehörte Wanzwil während der Helvetik zum Distrikt Wangen und ab 1803 zum Oberamt Wangen, das mit der neuen Kantonsverfassung von 1831 den Status eines Amtsbezirks erhielt.
1866 wurde im Dorf die Wochengesellschaft Wanzwil ins Leben gerufen, eine Versammlung von Bauern aus der Umgebung, um eine breite Öffentlichkeit auf den schlechten Stand der Landwirtschaft zu dieser Zeit aufmerksam zu machen. Als direkte Folge wurde 1869 in Wanzwil die erste landwirtschaftliche Fortbildungsschule der Schweiz gegründet. Wanzwil besitzt keine eigene Kirche, es gehört zur Pfarrei Herzogenbuchsee.